# 1980년 토론토 국제 영화제
제5회 토론토 국제 영화제는 1980년 9월 4일에 열린 시상식이다. 1980년 9월 4일부터 9월 13일까지 캐나다 온타리오주 토론토에서 열렸다. 페스티벌의 프로그밍 계획자 피터 하코트(Peter Harcourt)가 조직했다. 벳 미들러의 영화 디바인 매드니스(Divine Madness) 시사회에서 뱃 미들러의 모습을 보기 위해 대학 극장 밖에 많은 군중이 모였다.

## 수상 및 후보

### 관객상
- 배드 타이밍 - 니콜라스 로그 수상